# Pic enfumé
Picoides fumigatus
Espèce
Statut de conservation UICN

 LC  : Préoccupation mineure
Synonymes
- Veniliornis fumigatus

Le Pic enfumé (Picoides fumigatus) est une espèce d'oiseau de la famille des Picidae.

Les noms scientifiques sont : Dryobates fumigatus, Leuconotopicus fumigatus, Picoides fumigatus, Picus fumigatus, Veniliornis fumigatus, Veniliornis fumigatus fumigatus.

## Description

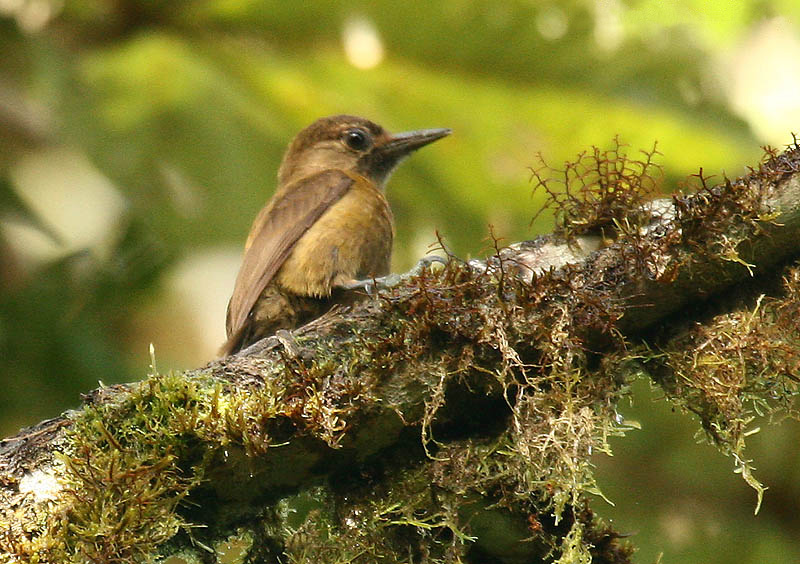
♀

Son aire s'étend du Mexique à travers l'Amérique centrale et les zones montagneuses du quart nord-ouest de l'Amérique du Sud.

## Sous-espèces
- Leuconotopicus fumigatus fumigatus (depuis Colombie et Venezuela jusqu'en Argentine)
- Leuconotopicus fumigatus oleagineus (Mexique)
- Leuconotopicus fumigatus sanguinolentus (du Mexique au Panama)
- Leuconotopicus fumigatus reichenbachi (nord Venezuela)
- Leuconotopicus fumigatus obscuratus (Équateur, Pérou, jusqu'au nord-ouest de l'Argentine)